# 毓峋
毓峋（1949年—），字培之，满族，爱新觉罗氏，中国书画家。是溥佐之子。

## 生平
1966年初中毕业。1968年随上山下乡运动到内蒙古哲里木盟科左后旗花灯公社插队。1972年回天津市，先在街道劳动，后分到工厂当工人、搞设计。
后任天津市河北区政协委员、北京恭王府顾问、中国书画社会员、中国美术家协会天津分会会员、天津致公党书画院副院长、津沽书画会副秘书长等职，从事美术书画创作工作。

## 艺术风格
自幼受父溥佐的影响，作品清新俊逸又深具传统功力，是当代爱新觉罗画派的著名画家，代表作有《携琴访友图》，《癸酉长夏》等。妻范文绣。